# Савченко Олександр Ілліч
Олександр Ілліч Савченко (нар. 5 серпня 1957, село Нижчі Верещаки, Олександрівський район Кіровоградська область) — український політик, голова Волинської ОДА з 23 березня 2018 року по 11 червня 2019 року.

## Життєпис
1979 року закінчив Кіровоградський інститут сільськогосподарського машинобудування (факультет «Будівельні та шляхові машини і устаткування»), здобувши кваліфікацію інженера-механіка.
У 1994 році закінчив Українську академію внутрішніх справ за спеціальністю «Правознавство», здобув кваліфікацію юриста.
У 1979 році працював механіком РМЦ Красноярського виробничого об'єднання «Залізобетон».
З 1979 по 1981 рік служив у лавах Збройних Сил СРСР.
З 1981 по 1984 рік працював інженером автогосподарства ГОЗО УВС міста Києва.
З 1984 по 2005 рік проходив службу в органах внутрішніх справ України.
З 2005 по 2007 рік — директор Департаменту Державної служби охорони Міністерства внутрішніх справ України.
З 2007 по 2010 рік працював заступником Міністра внутрішніх справ України — начальником міліції громадської безпеки Міністерства внутрішніх справ України.
З 2012 по 2014 рік працював помічником-консультантом народного депутата України Развадовського В. Й. У 2014 році також працював директором Департаменту економічної безпеки та управління ризиками Національної акціонерної компанії «Нафтогаз України».
З 2014 по 2016 — директор Департаменту економічної, промислової, інформаційної безпеки та управління ризиками Національної акціонерної компанії «Нафтогаз України».
З 19 січня по 28 листопада 2017 року — перший заступник голови Київської ОДА. Звільнений за власним бажанням.
22 березня 2018 року призначений головою Волинської обласної державної адміністрації.

## Родина
Дружина — Ірина Іванівна. Дочка — Надія.

## Науковий ступінь
Має науковий ступінь кандидата юридичних наук зі спеціальності адміністративне право і процес; фінансове право; інформаційне право.

## Звання і нагороди
- Заслужений юрист України
- Генерал-полковник міліції[7]
- орден «За заслуги» III ступеня[8]